# Indonezyjska Rewolucja Narodowa
Indonezyjska rewolucja narodowa, czyli indonezyjska wojna o niepodległość – konflikt zbrojny i walka dyplomatyczna między Republiką Indonezji a imperium holenderskim oraz wewnętrzna rewolucja społeczna w okresie powojennym i postkolonialnym. Miała ona miejsce między ogłoszeniem niepodległości Indonezji w 1945 roku, a uznaniem przez Holandię niepodległości Indonezji pod koniec 1949 roku.

## Podłoże
Na początku XX wieku tereny Indonezji stanowiły holenderską kolonię – Holenderskie Indie Wschodnie. Podczas II wojny światowej, między styczniem a marcem 1942 roku, prawie cały obszar Holenderskich Indii Wschodnich z głównymi ośrodkami na wyspach: Celebes, Borneo, Jawie i Sumatrze, został podbity przez Cesarstwo Japońskie. Kolonialna administracja holenderska została zlikwidowana i zastąpiona przez okupacyjną administrację japońską, która jednak zyskała pewne poparcie wśród środowisk nacjonalistycznych z powodu deklarowanych haseł antyeuropejskich i przewidujących oddanie państw azjatyckich Azjatom. W 1943 roku Japończycy zaczęli organizować z Indonezyjczyków kolaboracyjną Armię Obrony Ojczyzny, jako atrybut przyszłej państwowości. W 1944 roku jednakże powstał z ugrupowań antyjapońskich Ruch Wolnej Indonezji, mający na celu stworzenie niepodległego państwa. 1 czerwca 1945 roku założenia ruchu w postaci pięciu zasad sformułował przywódca Indonezyjskiej Partii Narodowej Sukarno.
17 sierpnia 1945 roku Sukarno i Mohammad Hatta ogłosili niepodległość Republiki Indonezji na obszarze Holenderskich Indii Wschodnich, a 18 sierpnia zatwierdzono konstytucję republiki i wybrano Sukarno na prezydenta. Działania te nie spotykały się ze sprzeciwem Japończyków, faktycznie nadal sprawujących administrację. Dopiero po formalnym podpisaniu kapitulacji Japonii, na początku września armia japońska na obszarze Indii Wschodnich skapitulowała, a tereny te przejęli od niej Australijczycy (Borneo i Celebes) i Brytyjczycy (Jawa i Sumatra). Zwrócili oni następnie tereny Indii Wschodnich Holandii, co doprowadziło jeszcze w 1945 roku do walk indonezyjsko-holenderskich.

## Przebieg i próby rozwiązania konfliktu
Holandia angażowała w konflikt przede wszystkim marynarkę wojenną, która prowadziła działania przeciw portom oraz blokadowe w celu niedopuszczania dostaw broni i sprzętu. Działania lądowe miały głównie charakter policyjny, realizowane przez pododdziały piechoty morskiej z jednostek desantowych.
W 1946 roku strony podjęły rokowania i w październiku tego roku miało miejsce zawieszenie broni. 15 listopada 1946 roku podpisano porozumienie w Linggadjati, na mocy którego Holandia uznała faktyczne władztwo Indonezji na wyspach: Sumatra, Jawa i Madura. Porozumienie nie satysfakcjonowało jednak stron i było krótkotrwałe, po czym wznowiono walki. Między 21 lipca a 4 sierpnia 1947 roku Holandia przeprowadziła działania militarne na większą skalę.
19 stycznia 1948 roku zawarto rozejm na pokładzie amerykańskiego transportowca USS „Renville”. Tym razem trwał on do grudnia tego roku. Między 18 grudnia a 28 stycznia 1949 roku Holandia ponownie przeprowadziła działania na dużą skalę, które w zasadzie przywróciły jej kontrolę nad Indiami Wschodnimi.
Mimo sukcesów militarnych, po II wojnie światowej zrozumienie na Zachodzie zyskała potrzeba dekolonizacji i Holandia była poddawana naciskom międzynarodowym na pokojowe rozwiązanie problemu kolonii. Powołano również Komisję ONZ do spraw Indonezji. 24 grudnia 1948 roku Rada Bezpieczeństwa Organizacji Narodów Zjednoczonych wezwała Holandię do przerwania działań wojennych. W efekcie, 14 kwietnia 1949 roku Holandia podjęła rokowania w Dżakarcie, a 3 sierpnia nastąpiło ponowne zawieszenie broni.
23 sierpnia 1949 roku rozpoczęła się konferencja w Hadze poświęcona przyszłości Indonezji. W jej efekcie 27 grudnia 1949 roku Holandią przekazała władzę nad kolonią nowo utworzonym Stanom Zjednoczonym Indonezji, które były połączone z nią unią. Przy Holandii pozostała jedynie Nowa Gwinea Holenderska, zamieszkała przez Papuasów, której status miał być uregulowany w późniejszym terminie (o którą później toczyły się walki w latach 1961-62).
Na początku 1950 roku holenderska administracja i wojsko zostały wycofane z Indonezji. Już w sierpniu jednak Stany Zjednoczone Indonezji przekształcono w Republikę Indonezji, która od 1958 roku prowadziła politykę konfrontacyjną wobec Holandii.